# Elmer's Pet Rabbit
Elmer's Pet Rabbit é um curta-metragem do personagem Pernalonga, lançado em 1941. Foi dirigido por Chuck Jones e contou com trilha de Carl Stalling. Foi encenado por Arthur Q. Bryan, que atuou como a personagem Hortelino Troca-Letras.